# Абба'ел II
Абба'ел II (Абба-Ель) (*д/н — бл. 1550 до н. е.) — цар держави Ямхад близько 1580/1575—1550 років до н. е.

## Життєпис
Син царя Сарра'ела. Посів трон між 1580 і 1575 роками до н. е. З артефактів відома його печатка з написом «могутній цар, слуга Хадада, улюблений Хадад, відданий Хададові».
Продовжив політику відродження держави, зумівши встановити зверхність на дколишніми васалами — Нії північніше Катни і Ама'у (Амае) південніше Алалаха. Втім спробив підкорити Каркемиш, розширити володіння на південь виявилися невдалими.
Багато приділяв уваги захисту торговельних шляхів від річки Євфрат до Середземного моря, відповідно розвитку власної торгівлі а ремісництва. Також не зникла хетська загроза.
Помер десь близько 1550 року до н. е. Йому спадкував син Ілім-Ілімма I.